# 나주교통
나주교통(羅州交通)은 전라남도 나주시의 시내버스 기업이다. 본사는 전라남도 나주시 왕곡면 영산포로 30-9 (장산리)에 있다.

## 보유 차종

#### KGM커머셜
- 에디슨모터스 E-화이버드
- KGM 스마트 110
- KGM KGC 090

#### 자일대우버스
- 자일대우 레스타
- 자일대우 NEW BS090

#### 현대자동차
- 현대 카운티
- 현대 그린시티
- 현대 뉴 슈퍼 에어로시티
- 현대 저상 뉴 슈퍼 에어로시티

#### 킹롱
- 킹롱 시티라이트